# Oncocalamus mannii
Oncocalamus mannii là loài thực vật có hoa thuộc họ Arecaceae. Loài này được (H.Wendl.) H.Wendl. mô tả khoa học đầu tiên năm 1878.